# Ино (Грузия)
Ино (груз. ინო) — село в Грузии, в муниципалитете Душети края Мцхета-Мтианети. 

## География
Село расположено в северной части края, в 44 километрах по прямой к северо-востоку от центра муниципалитета Душети. Высота центра — 1200 метров над уровнем моря.

## Население
По данным переписи населения 2014 года, в селе проживал 1 человек.
| Год  | Население | Мужчины | Женщины |
| ---- | --------- | ------- | ------- |
| 2002 | 6         | 3       | 3       |
| 2014 | 1         | 1       | 0       |